# Тампонада
Тампонада е декомпенсационна фаза на околосърдечна компресия, причинена от увеличено вътреперикардно налягане. Това се получава от набиране на течности или гной около камерите на сърцето (между перикардната ципа – париетален перикарден лист и епикардната ципа – висцерален перикарден лист) и непозволяване на сърцето да се кръвонапълни.
При хирургичната и травматичната тампонада налягането около сърцето се увеличава от минути до часове вследствие на кръвоизлив (хеморагия), докато хронични възпалителни процеси се развиват седмици преди да настъпи декомпенсация, вследствие на изключително висока сърдечната компресия (медицинска тампонада).
Обемът на течността причиняваща тампонада се променя обратнопропорционално на ригидността и дебелината на двата перикардни листа и варира между 100 и 200 мл..

## Причини
Най-честата причина за тампонада е перикардиална ефузия вследствие на:
- инфекции в перикардната торбичка. В страните от третия свят инфекцията с най-рапространени перикардни ефузии е туберкулозата.[5]
- неоплазми – доброкачествени или злокачествени тумори.
- хеморагия поради антикоагулантна терапия (Warfarin, Clopidogrel, Heparin, Enoxaparin или tPA).
- предозиране с аспирин или с чай от корите на Плачеща върба (на латински: Salix babylonica L.). Корите на върбата съдържат салицин (преиначено от sa-lix-in),[6] който в организма се метаболизира до салицилова киселина.[7]
- контузни или прободни травми на гръдния кош около сърцето.
- перфорация на миокарда (рядко явление – от 0,3 – 5,0% от пациентите с близка до перикарда хирургическа намеса или травма).[8]
- сърдечна хирургия. След сърдечни операции пациентите се наблюдават в реанимация и интензивно отделение и се следи количеството на дренажа от гръдните (особено перикардните) дренажни тръби. При рязко намаляване на часовия дебит на дренажа най-вероятното обяснение е образуването на тромби (съсиреци), които могат да запушат дренажните тръби. Така те могат да причинят тампонада при наличие на изливане на достатъчно голям обем (кръв или други течности) в перикардната торбичка между перикарда и епикарда.
  - байпас;
  - смяна на сърдечна клапа.
- неврохирургия:
  - антериорно (предно) отваряне на гръдния кош за достъп при операции на гръбначния стълб;
  - при поставяне на шунтове за третиране на хидроцефалия;
  - при поставяне на пулсов генератор (англ. Deep brain stimulator) за дълбоко стимулиране на мозъка (за лечение на Паркинсонова болест).
- пневмонектомия – частично изрязване на белия дроб.
- ятрогенни (в резултат на лечение) травми при поставяне на инвазни линии, апарати и катетри в областта на гръдния кош.
- баротравма от използване на високи инспираторни налягания или положителни крайни експираторни налягания при командно дишане и др.

## Признаци и симптоми
Пациенти след изброените травми или операции на гръдния кош са потенциални жертви на тампонада и обикновено се следи за такова усложнение, при което се наблюдава триадата на Бек (англ. Beck's triad):
- ниско артериално кръвно налягане;
- пулсус парадоксус;
- приглушени сърдечни тонове при преслушване.[4]

На ЕКГ се забелязват дифузни промени на ST сегмента и понижен волтаж на QRS комплексите. Освен триадата на Бек настъпва хипотония, вследствие на намаления ударен обем на сърцето, изпълване на шийните вени, поради забавяне на кръвопоемането от дясното предсърдие, колапс със загуба на съзнание и другите симптоми на шока. При затормозяване на сърцето поради настъпващата компресия настъпва локален кислороден глад със симптоми: 
- болки в гърдите (ангина пекторис) и гърба под лопатките: сърдечна исхемия;
- болки в корема: мезентериална исхемия;
- болки вдясно под ребрата, под дясната лопатка и в центъра на гърба: чернодробна недостатъчност;
- намаляване на дебита на урината (олигурия или анурия): бъбречна недостатъчност.[11]

При компресия на съседни органи могат да настъпят:
- При белия дроб:
  - затруднено дишане (диспнея);
  - ускорено дишане (тахипнея);
  - невъзможност да се диша в легнало положение (ортопнея);
  - притъпен звук под лявата лопатка при перкусия – симптом на Bamberger–Pins–Ewart.

- При притискане на разклоненията на вагуса (блуждаещия нерв):
  - на н. ларингеус рекуренс – дрезгав глас;
  - на н. френикус – хълцане.

- При притискане на хипоглосалния (XIIти краниален) нерв както и от вагуса: трудно или невъзможно гълтане (дисфагия).
- От компресията на диафрагмата – гадене и/или повръщане.

## Диференциална диагноза
При известни начални условия (травматични и хирургически) диагнозата може да се постави симптоматично и на място. При хронични или медицински патологии с неизвестна етиология се използват други методи.
- Радиографски метод: рентгенография на гръдния кош – големи изливи се наблюдават като кълбовидна (глобуларна) кардиомегалия със силует на „тумбесто шише“.[1]
- Електрокардиограма (ЕКГ): показва нисък волтаж на QRS и T-вълните, депресии на PR-сегмента, ST-T промени, бедрен блок, електрически алтернанс (рядко се вижда при липса на тампонада).[1]
- Ехокардиограма: осигурява информация за естеството на течността, както и за наличие на фибрин, емболия (съсиреци), тумори, въздух и калций; в перикардната кухина могат да се открият туморни маси. [1]
- Компютърна томография (КТ) и Ядрен магнитен резонанс (ЯМР): ЯМР се използват при субакутни и хронични ситуации поради времеемкостта на процедурите. КТ е по-експедитивна снимка и може да се използва интра-оперативно, ако пациентът е на маса с КТ в операционната, но де факто почти не се прави за тампонада. Обикновено пациентът отива на тези тестове поради други причини и вследствие на тях се откриват тампонадни пропензии или присъствия. КТ и ЯМР са полезни за определяне големината и степента на перикардните изливи. Някои техники използват КТ интраоперативно за евакуация на малки перикардни изливи (ефузии).

| Диагностичен модул           | Диагностични данни |
| ---------------------------- | --- |
| Клинично представяне         | - Повишено венозно налягане. - Увеличаването на шийните вени е по-слабо набелязано при хиповолемични пациенти. - Тахикардия: сърдечната честота обикновено е >100 / мин., но може да бъде по-ниска при хипотироидизъм или при пациенти с уремия. - Pulsus paradoxus. Този белег отсъства при тампонада в съчетание с дефект на преддверния септум (англ. atrial septal defect) и значително аортно кръво-връщане. - Хипотония. Някои пациенти са хипертензивни, особено ако имат предшестваща хипертония. - Диспнея или тахипнея при чист бял дроб. |
| Преципитиращи фактори        | - 1. Медикаменти – циклоспорин, антикоагуланти, тромболитици и др. - 2. Скорошна сърдечна операция - 3. Гръдна травма - 4. Ракови заболявания. - 5. Съединително тъканни заболявания. - 6. Бъбречна недостатъчност. - Септисемия. Фебрилната тампонада може да бъде погрешно диагностицирана като септичен шок. |
| ЕКГ                          | - Може да бъде нормална или с неспецифични ST-T промени. - Електрически алтернанс – QRS, рядко T. - Брадикардия – краен стадий. - Електромеханична дисоциация – агонална фаза. |
| Ренгенография на гръдния кош | - Увеличена сърдечна сянка с чист бял дроб. |
| Ехография (M mode/2D)        | - Диастолен колапс на предната свободна стена на дясната камера (ДК) (колапс на ДК може да липсва при увеличено ДК налягане и ДК хипертрофия или при ДК инфаркт), колапс на дясното предсърдие (ДП), лявото пресърдие (ЛП) и много рядко на лявата камера (ЛК). - Увеличаване на диастолната дебелина на стената на ЛК –„псевдохипертрофия“. - Дилатирана долна куха вена – без инспираторен колапс. - „Люлеещо се сърце“. |
| Доплер                       | - По време на вдишване трикуспидалният кръвоток се увеличава, а митралният – намалява. При издишване става обратното. - Систолният и диастолният кръвоток в системните вени са намалени при експириум и обратния кръвоток при предсърдната контракция е увеличен. |
| M mode цветен доплер         | - Големи респираторни колебания на митралния / трикуспидалния кръвоток. |
| Сърдечна катетеризация       | - (1) Подкрепяне на диагнозата и количествено определяне на компрометирането на хемодинамиката: - повишено налягане в ДП (запазена систолна вълна х, липсваща или намалена диастолна вълна у; - вътреперикардното налягане е също така повишено и фактически идентично с налягането в ДП (двете налягания падат в инспириум); - повишено мезодиастолно налягане в ДК, равно на налягането в перикарда и в ДП (няма „дип и плато“ конфигурация); - диастолното налягане в пулмоналната артерия е леко повишено и може да съответства на налягането в ДК; - вклиненото пулмо-капилярно налягане е също така повишено и приблизително еднакво с вътреперикардното и ДП налягане; - аортното и систолното ЛК налягане могат да бъдат нормални или понижени. - (2) Документиране на перикардната аспирация и последващото хемодинамично подобрение. - (3) Определяне на придружаващите хемодинамични нарушения. - (4) Определяне на асоциирани сърдечно съдове заболявания – кардиомиопатии, коронарна артериална болест. |
| ЛК / ДК ангиография          | - Предсърден колапс и малки хиперкинетичнии камерни кухини. |
| Коронарна ангиография        | - Коронарна компресия в диастола. |

## Класификация
Класификация на перикардните изливи по Horowitz:
- Тип А – няма излив;
- Тип В – сепарация на епикарда и перикарда 1 – 3 мм = 3 – 16;
- Тип С1 (малък излив) – систолна и диастолна сепарация на епикарда и перикарда >15 мл = >1 мм в диастола;
- Тип С2 – систолна и диастолна сепарация на епикарда и перикарда с намалено движение на перикарда;
- Тип D – ясно изразена сепарация на перикарда и епикарда с голямо свободно от еха пространство;
- Тип Е – перикардно задебеляване > 4 мм.

При големи перикардни изливи, сърцето може да се движи свободно в перикардната кухина – „люлеещо се сърце“. Това прекомерно движение на сърцето причинява „псевдо“ движения като псевдомитрален клапен пролапс, псевдосистолично антериорно движение на митралната клапа, парадоксално движение на междукамерната преграда, мезосистолно притваряне на аортната клапа.
Големината на излива влияе силно върху прогнозата: големите изливи обикновено свидетелствуват за по-сериозни заболявания. Интензивността на кървенето може да изпълни плътно перикардиалната торбичка и създадената плътност може да е трудно разбираема за не особено опитен рентгенолог при четене на рентгенографията, освен ако няма друга предишна плака за сравнение; в този случай много по-полезна е трансесофагалната ехография.

## Лечение
Правилно разпознато, състоянието се лекува сравнително лесно и бързо с процедурата перикардиоцентеза. В гръдния кош отляво на гръдната кост, на нивото на 5-о или 6-о междуребрие супериорно се карва дълга 5 – 7 см и с достатъчно голям диаметър куха игла за декомпресия на перикардия чрез евакуация на ефузионните течности, като иглата е свързана с проводник към ЕКГ. С приближаване на миокарда, иглата предава сигнала на ритъма на сърцето и по този начин се избягва перфориране на сърцето. От общо 960 (N0=960) електрокардиографски насочвани перикардиоцентези на една от най-реномирните кардиологични клиники в света – Mayo Clinic (Rochester, Minnesota 55905, USA)(n1=92) или 9,6 %, са на пациенти с акутна сърдечна тампонада. Спасителната перикардиоцентеза е успешна за 99% от пациентите. Тя е единствената дефинитивна терапия за 82% от пациентите и е приложена успешно и с нисък коефициент на големи усложнения, само 0,3%. От тях: пневмоторакс, (n2=1), одраскване (лацерация) на дясната камера (ДК) (n3=1), перфорация на междуребрен съд и одраскване на ДК(n3=1); всички поправени успешно. В резултат на процедурата е имало и малки усложнения – 2% включвали малък пневмоторакс (n4=1) и преходна камерна (вентрикуларна) тахикардия (n5=1); последните утихват спонтанно. От перикардиоцентезата няма нито един смъртен случай.
Противопоказание за перикардиоцентеза е дисекация на аортата. При този случай спешно се препоръчва хирургическа намеса за репариране на аортата с графт или стент, едновременно с което перикардиоцентеза ин ситу.